# كروز غارسيا
كروز غارسيا (بالإنجليزية: Cruz Garcia) هو مهندس معماري ورسام أمريكي، ولد في 27 يونيو 1983 في سان خوان في بورتوريكو.